# Берлин (вулкан)
Бе́рлин (англ. Berlin) — щитовой вулкан в Антарктиде. Массив высотой 3478 метров имеет 2 кратера. Состав лавовых потоков — лава из андезито-базальтовой пирокластики. Известно, что вулкан образовался в плиоцене. Извержения в историческое время не зафиксированы, но наблюдается фумарольная активность. Предполагается, что последнее значительное извержение произошло около десяти тысяч лет тому назад.